# Hadalanthus knudseni
Hadalanthus knudseni is een zeeanemonensoort uit de familie Actinostolidae.
Hadalanthus knudseni is voor het eerst wetenschappelijk beschreven door Carlgren in 1956.